# A-Lex
A-Lex è l'undicesimo album in studio del gruppo musicale brasiliano Sepultura, pubblicato nel 2009.

## Edizioni
L'album è stato pubblicato in due formati differenti:
- CD: contenente 18 tracce;[1][2]
- LP: pubblicato in Germania, è un doppio disco in vinile contenente le medesime tracce distribuite, rispettivamente, 5 nel lato A e 4 nel lato B di ogni disco.[3]

## Tracce
1. A-Lex I – 1:54
2. Moloko Mesto – 2:09
3. Filthy Rot – 2:46
4. We've Lost You! – 4:13
5. What I Do! – 2:01
6. A-Lex II – 2:18
7. The Treatment – 3:23
8. Metamorphosis – 3:01
9. Sadistic Values – 6:50
10. Forceful Behavior – 2:27
11. Conform – 1:54
12. A-Lex III – 2:03
13. The Experiment – 3:28
14. Strike – 3:40
15. Enough Said – 1:36
16. Ludwig Van – 5:30
17. A-Lex IV – 2:46
18. Paradox – 2:15

## Formazione

### Gruppo
- Derrick Green - voce, cori, composizioni
- Andreas Kisser - arrangiamenti, cori, chitarra, voce, composizioni
- Paulo Jr. - basso
- Jean Dolabella - batteria

### Ospiti
- Fernando Lopez - tromba
- Alex B. Ximenes - violino
- Fábio Brucoli - violino
- Alejandro DeLeon - viola
- Sergio Roberto de Oliveira - basso

## Classifiche
- Top Independent Albums: 48[4]